# Osteonecroză disbarică
Osteonecroza disbarică reprezintă o distrugere a țesutului osos în activitatea de scufundare ca urmare a scufundărilor repetate sau a unor accidente de decompresie.

Țesutul osos, având o perioadă foarte mare de semisaturație, se desaturează mult mai lent comparativ cu celelalte țesuturi ale corpului.

În timp, acest efect duce la anchiloze, dureri, fracturi etc. în special la genunchi, umeri, șolduri și coate.
Osteonecroza disbarică fiind un efect al bolii de decompresie, este considerată o boală profesională.
Din acest motiv, scafandrii au nevoie de recuperare profesională mai mare, iar vârsta de pensionare este mai mică.